# Tatjana Gamerith

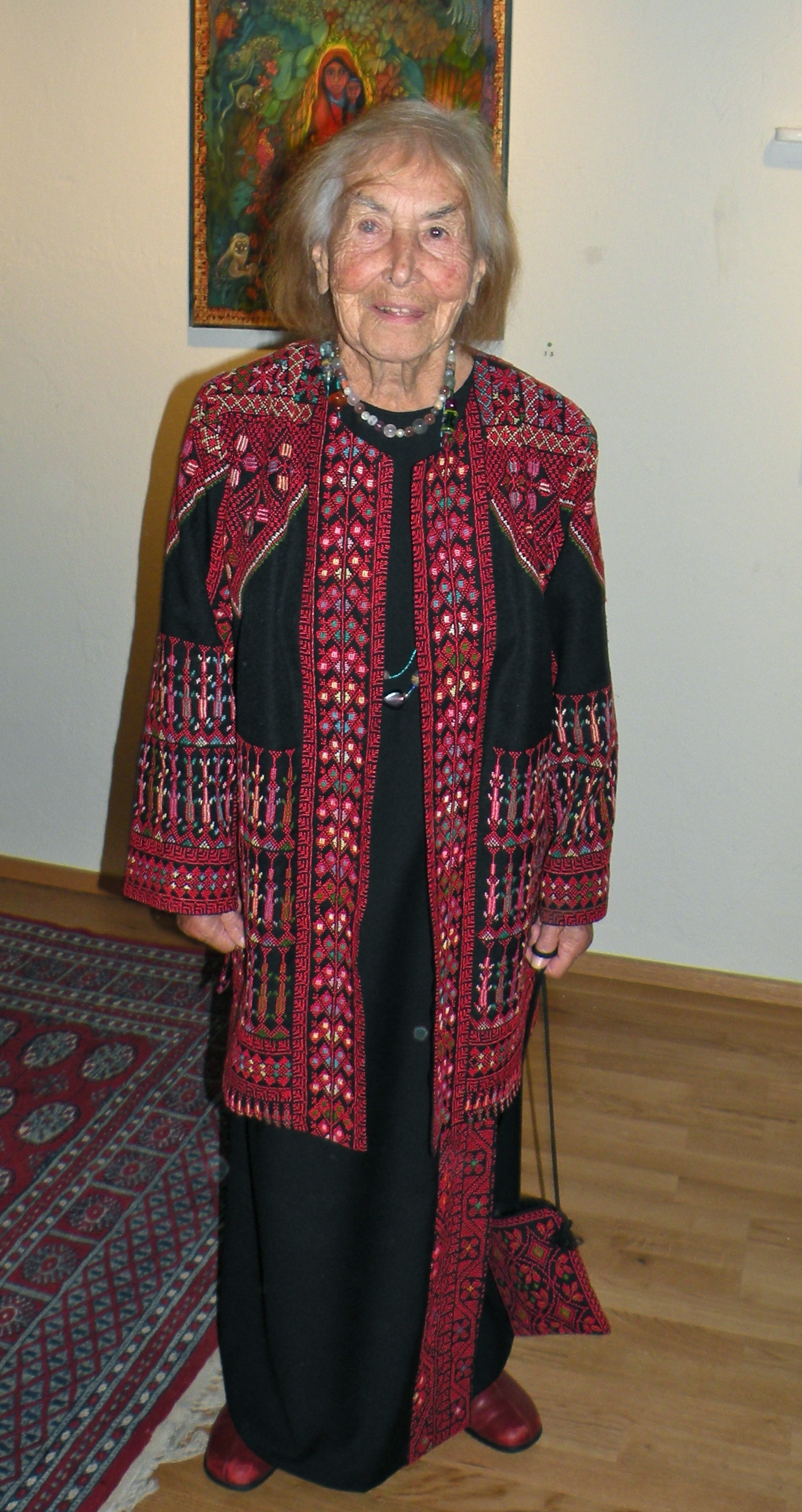
Tatjana Gamerith bei der Vernissage einer Ausstellung mit ihren Bildern im Oktober 2013 in der Sturmmühle in Saxen

Tatjana Gamerith (* 4. Januar 1919 in Charlottenburg; † 3. Mai 2021 in Waldhausen im Strudengau) war eine deutsch-österreichische Umweltaktivistin, Malerin und Grafikerin.

## Leben
Tatjana Gamerith wurde am 4. Januar 1919 in Charlottenburg geboren und war in dritter Ehe seit 1963 mit Werner Gamerith verheiratet. Ihr Diplom als Grafikerin erwarb sie an der Wiener Höheren Graphischen Bundes-Lehr- und Versuchsanstalt. Sie zog ihren aus zweiter Ehe stammenden Sohn Martin alleine auf und verdiente jahrelang mit dem Malen von Postkarten Geld. Ihre beiden Kinder aus der ersten Verbindung wuchsen gegen ihren Willen nicht bei ihr auf.
Anfang der 1960er-Jahre arbeitete sie freiberuflich für den Tiergarten Schönbrunn als Tiermalerin. 1963 erwarb sie mit Werner Gamerith ein kleines Anwesen in Waldhausen im Strudengau, um sich das gemeinsame Ziel, ein Leben in der Natur, zu verwirklichen. Neben der Sanierung des Hauses wurde ein Biogarten für Gemüse, Kartoffeln und Beeren, ein Naturgarten mit Zier- und Wildblumen und 1983 der erste Naturschwimmteich mit einer Barriere zwischen Bade- und Pflanzenbereich angelegt.
Um ihre Tätigkeit als Tiermalerin in Waldhausen weiter ausüben zu können, fotografierte ihr Mann die Schönbrunner Tiere. Ihre Malarbeiten führte sie großteils als Auftragsarbeiten aus und diese bildeten daher eine unverzichtbare Einkommensquelle. Mit großer Kreativität variierte sie ständig die angewendeten Techniken. Die Bilder zeichnen sich durch Farb- und Detailreichtum aus. Zum Malen benötigte sie für die vielen kleinen Striche oft eine Lupe.
Im ehemaligen Stallgebäude richteten die beiden eine Druckerei ein und begannen im Siebdruckverfahren von ihr entworfene Muster per Handdruck auf Textilien aufzubringen. Diese künstlerischen und handwerklichen Tätigkeit und der Verkauf der Textilien bildete jahrzehntelang eine weitere Einkommensquelle des Ehepaars.
Ergänzt wurde das Familieneinkommen durch die Tätigkeit von Werner Gamerith als Autor und Fotograf. Mit seinen Rundfunkbeiträgen, Diavorträgen und Bildern setzte er sich bereits ab den 1970er-Jahren als Umweltaktivist ein.
Gemeinsam mit ihrem Mann Werner erhielt Tatjana Gamerith 1984 von Konrad Lorenz und Bundesminister Kurt Steyrer den Konrad-Lorenz-Preis für Umweltschutz für die gelungene Verbindung von Kunst und Ökologie verliehen.
Ebenfalls 1984 beteiligte sie sich gemeinsam mit ihrem Mann an der Besetzung der Stopfenreuther Donau-Au bei Hainburg. Sie wurde in Waldhausen im Strudengau bestattet.

## Auszeichnungen
(Werner Gamerith und Tatjana Gamerith jeweils gemeinsam)
- Franz-Carl-Lipp-Preis für handwerkliche Gestaltung 1975
- Konrad-Lorenz-Preis für Umweltschutz 1984
- Josef-Schöffel-Förderpreis 1993

## Bilder
Der 2007/2008 entstandene Regenwald-Zyklus aus neun Tafeln wurde für das Stirnfenster des Tropensaals im Naturhistorischen Museum in Wien für das farbige Einbrennen in die Gläser digitalisiert. Der Tropensaal wurde allerdings nicht realisiert und das Glasfenster wurde nicht eingesetzt. Die Originalgemälde wurden zu Gunsten des Tropensaales am 18. Dezember 2008 versteigert. Der Rufpreis des Gesamtwerkes aus 9 Tafeln betrug 18.000 Euro.